# Kirlian Camera
A Kirlian Camera Pármaban alakult olasz könnyűzenei együttes, mely electro wave, dark wave, futurepop és szintipop műfajokban alkot. Angelo Bergamini alapította szintipop projektként 1979-ben, 1980-ra pedig Simona Buja énekesnő, Fabrizio Chiari billentyűs és Mauro Montacchini basszusgitáros is csatlakozott. Az együttes jelenlegi énekesnője Elena Alice Fossi.

## Diszkográfia

### Albumok
- It Doesn't Matter Now (1983)
- Eclipse (Das Schwarze Denkmal) (1988)
- Todesengel. The Fall of Life (1991)
- Schmerz (1994)
- Solaris - The Last Corridor (1995)
- Pictures from Eternity (Bilder Aus Der Ewigkeit) (1996)
- The Ice Curtain (1997)
- Unidentified Light (1999)
- Still Air (Aria Immobile) (2000)
- Kalte Container (1999)
- Uno (2002)
- Live in London (2003)
- Invisible Front. 2005 (2004)
- Coroner's Sun (2006)
- Shadow Mission HELD V (2009)
- Odyssey Europa (2009)
- Not of This World (2010)
- Nightglory (2011)
- Black Summer Choirs (2013)
- Uno Vinyl (2014)
- Hologram Moon (2018)
- Cold Pills (Scarlet Gate of Toxic Daybreak) (2021)